# Trachyarus punctigaster
Trachyarus punctigaster är en stekelart som beskrevs av Gokhman 2007. Trachyarus punctigaster ingår i släktet Trachyarus och familjen brokparasitsteklar. Inga underarter finns listade i Catalogue of Life.